# Abigail Green
Abigail Frances Floretta Green (nascida em 12 de maio de 1971) é uma historiadora britânica. Ela é membro do Brasenose College, Oxford, desde 2000, e em 2015 recebeu o título de Professora de História Europeia Moderna pela Universidade de Oxford.

## Carreira
A mãe de Green nasceu na família Sebag-Montefiore. Green concluiu sua graduação na Universidade de Oxford e, em seguida, realizou seus estudos de doutorado na Universidade de Cambridge ; seu doutorado foi concedido em 1999 por sua tese "Construção do estado particularista e a questão alemã: Hanover, Saxônia, Württemberg 1850–1866". Ela foi eleita para uma bolsa de pesquisa Título A no St John's College, Cambridge, em 1998, antes de ser nomeada membro no Brasenose College, Oxford, em 2000. Em 2015, foi-lhe atribuído o título de Professora de História Europeia Moderna pela Universidade de Oxford. 
Green é especialista em história da Europa do século XIX, nacionalismo e regionalismo na Alemanha, internacionalismo judaico e liberalismo.

## Honrarias e prêmios
Green recebeu a medalha de prata do Prêmio Sami Rohr de Literatura Judaica em 2012 por sua biografia de Sir Moses Montefiore, que também foi nomeada um dos "Melhores Livros de 2010" pela New Republic, incluída entre os "Livros do Ano" do The Times Literary Supplement e finalista do Prêmio Nacional do Livro Judaico.